# 大坑火龍文化館
大坑火龍文化館（英語：Tai Hang Fire Dragon Heritage Centre）是在香港銅鑼灣大坑的一座博物館，原為「孔聖義學」，即為貧窮人士提供免費教育的孔聖學校。
該館是發展局第四期「活化歷史建築伙伴計劃」中的一個項目。2015年6月，大坑坊眾福利會成功獲邀把書館街12號活化成大坑火龍文化館，原訂2021年中秋節落成啟用。最終於2022年6月11日開幕，並預計於同月底對外開放。

## 歷史
書館街12號原址是晚清時創立的「孔聖義學」，該建築物在日佔時期遭受嚴重破壞，後於1949年原址重建。2010年12月，該址被古物諮詢委員會評為三級歷史建築。

## 規劃
展示館將設展覽廳，介紹大坑火龍的歷史、起源、火龍紥作工藝和典故、舞火龍路線等，以及大坑作為傳統客家村落和該建築物本身的特色。館內亦會設有以大坑火龍為主題的中西餐館，當中會提供客家菜，因大坑火龍與客家風俗有關。此外，該館會舉辦工作坊及文化課程，包括中國文學、國術及傳統中華文化講座，如介紹舞龍、舞獅、舞麒麟習俗，以展示書館街12號早期辦學的原意及大坑原客家村落武術的傳統。